# Maaltijdcheque
Maaltijdcheques zijn cheques die werknemers in België maandelijks kunnen ontvangen als extralegaal deel van hun salaris. Het is een van de fiscale en parafiscale vrijstellingen in het Belgisch fiscaal stelsel.

## Geschiedenis
Het systeem werd ingevoerd in 1965 als vergoeding voor werknemers in bedrijven waar geen kantine of bedrijfsrestaurant is, of voor werknemers die de baan op moeten. Ter vervanging kunnen ze dan de cheques gebruiken om elders te gaan eten. De werknemer krijgt op het einde van de maand één maaltijdcheque per gepresteerde werkdag. Het al dan niet geven van maaltijdcheques en de hoogte van het bedrag kan onderwerp zijn van een cao of een sociaal akkoord tussen werkgevers en werknemers in een bepaald bedrijf of een bepaalde sector.
Sinds 1 januari 2011 bestaan de maaltijdcheques ook in elektronische vorm. De lancering ervan was een van de realisaties van Vincent Van Quickenborne als minister van Ondernemen en Vereenvoudigen. Sinds oktober 2015 mogen er geen papieren maaltijdcheques meer worden uitgegeven, enkel de elektronische vorm mag nog worden aangeboden. Sinds 1 januari 2016 mogen de papieren cheques ook niet meer aanvaard worden.
In België zijn er drie uitgevers van elektronische maaltijdcheques: Pluxee/Sodexo (onder de naam Pluxee Lunch/Lunch Pass), Edenred, voorheen Accor Services (onder de naam Ticket Restaurant) en Monizze.
Er gaan stemmen op (o.a. UNIZO, Marc De Vos en het NSZ) om de maaltijdcheques af te schaffen. Men kan de maaltijdcheque vervangen door een "maaltijdvergoeding" die mee wordt uitbetaald met het loon. Maaltijdcheques zijn ook een aparte post op de loonbrief, de werkgeversbijdrage zou in dat geval mee uitbetaald worden met het loon. Hoewel maaltijdcheques een grotere administratieve overhead teweeg brengen, ook in elektronische vorm, zijn de uitgevers van de maaltijdcheques de grootste voorstanders om dit stelsel niet af te schaffen. Hun businessmodel is er immers op gebaseerd.

## Voordelen
Maaltijdcheques zijn voordelig voor de werkgever en voor de werknemer omdat er geen RSZ of inkomensbelasting op betaald moet worden. Ongeveer 80% van de Belgische werkgevers gaf in 2008 maaltijdcheques aan zijn personeel, ongeveer 40% van de werknemers kreeg ze, en 4% van het totale beloningspakket bestond uit maaltijdcheques. De maximale waarde is € 8 per maaltijdcheque, waarvan € 6,91 werkgeversbijdrage en € 1,09 werknemersbijdrage (2016).

## Nadelen
Maaltijdcheques blijven een jaar geldig (voorheen was dit drie maanden) en mogen alleen gebruikt worden in de horeca of voor het aankopen van voedingsmiddelen in de voedingswinkel of supermarkt. Ze worden ook niet in alle zaken aanvaard.
Maaltijdcheques worden ondertussen vooral beschouwd als een extralegaal voordeel, waarbij er vaak geen link meer is met het gebrek aan het bedrijfsrestaurant. Vele werknemers van grote bedrijven en ambtenaren hebben zowel maaltijdcheques en beschikken over toegang tot een bedrijfsrestaurant. Hierdoor is het wettelijk verplicht dat de kostprijs van een menu in zulk bedrijfsrestaurant gelijk is aan de waarde van een maaltijdcheque in het desbetreffende bedrijf of overheidsinstelling. Een verhoging van de waarde van een maaltijdcheque heeft daarom steeds het gevolg dat de kostprijs in het bedrijfsrestaurant voor mensen die een menu kopen zonder met een maaltijdcheque te betalen, evenredig mee stijgt.
De papieren cheques moesten eerst worden gedrukt, verdeeld en later weer worden opgestuurd naar de uitgevers, een duur en energie verkwistend proces. Het gebruik van de cheques is omslachtig en duur, vooral voor kleine handelszaken is het een hele administratie. De komst van de elektronische maaltijdcheques (via betaalkaarten) brengt vooral verbeteringen voor de supermarkten, aangezien gemiddeld 50% van de horeca en kleine handelszaken geen betaalterminal heeft.